# حمزة بن مالك بن الهيثم الخزاعي
حمزة بن مالك بن الهيثم الخزاعي الملقب بالعروس، خراساني عربي من قبيلة خزاعة، أبوه هو مالك بن الهيثم الخزاعي أحد قادة العباسيين، ولاه الرشيد إمارة خراسان سنة 176هـ. ثم عزله، وولى بعده الفضل البرمكي.

## وصلات داخلية
- مالك بن الهيثم الخزاعي
- عبد الله بن مالك الخزاعي